# Виленскис, Вольфас Лейбович
Вольфас Лейбович Виленскис, Вольф Лейбович Виленский (лит. Volfas (Vulfas) Vilenskis; 21 августа 1919 — 15 января 1992, Бат-Ям) — Герой Советского Союза. Командир батальона 249-го стрелкового полка 16-й Литовской стрелковой дивизии 2-й гвардейской армии 1-го Прибалтийского фронта майор Виленскис был удостоен звания Героя Советского Союза указом Президиума Верховного Совета СССР от 24 марта 1945 года.

## Биография
Родился 21 августа 1919 года в Каунасе, в семье уроженца местечка Шаки Лейба Абрамовича Виленского (1884 — после 1939), занятого в торговле. Рано остался без матери. Учился в еврейской гимназии «Явне» и каунасской школе ОРТ (общество ремесленного труда). Окончил металлобрабатывающий техникум в Каунасе в 1936 году, в 1938 году работал на сельскохозяйственной ферме и готовился к выезду в Палестину. В 1939 году был призван в литовскую армию, служил там унтер-офицером. После вхождения Литвы в состав СССР в 1940 году, продолжил службу в составе 29-го стрелкового территориального Литовского корпуса и был зачислен курсантом Вильнюсского пехотного училища, которое окончил в 1941 году.
С первых дней войны курсант Виленский принимает участие в боевых действиях в составе 16-й Литовской стрелковой дивизии. С 1941 по 1942 обучался в Виленском пехотном училище города Сталинск. 21 февраля 1943 года в районе Алексеевки 50 км юго-восточнее Орла рота лейтенанта Виленского стала единственным подразделением дивизии, которое в условиях очень тяжёлого наступления сумела захватить господствующую высоту и удержаться на ней.
11—13 октября 1944 года в районе литовского города Пагегяй майор Вольфас Виленскис, командовавший батальоном 249-го стрелкового полка 16-й стрелковой дивизии, всего с одной ротой внезапным ударом с тыла сорвал немецкую контратаку. Виленскис уничтожил большое количество гитлеровцев из станкового пулемёта, был ранен. Указом Президиума Верховного Совета СССР от 24 марта 1945 года «за умелое командование батальоном, образцовое выполнение боевых заданий командования на фронте борьбы с немецко-фашистским захватчиками и проявленные при этом мужество и героизм» майору Виленскису Вольфасу Лейбовичу присвоено звание Героя Советского Союза с вручением ордена Ленина и медали «Золотая Звезда». Также был награждён орденом Ленина, двумя орденами Красного Знамени, орденами Александра Невского, Отечественной войны 1-й степени, двумя орденами Красной Звезды и множеством медалей.

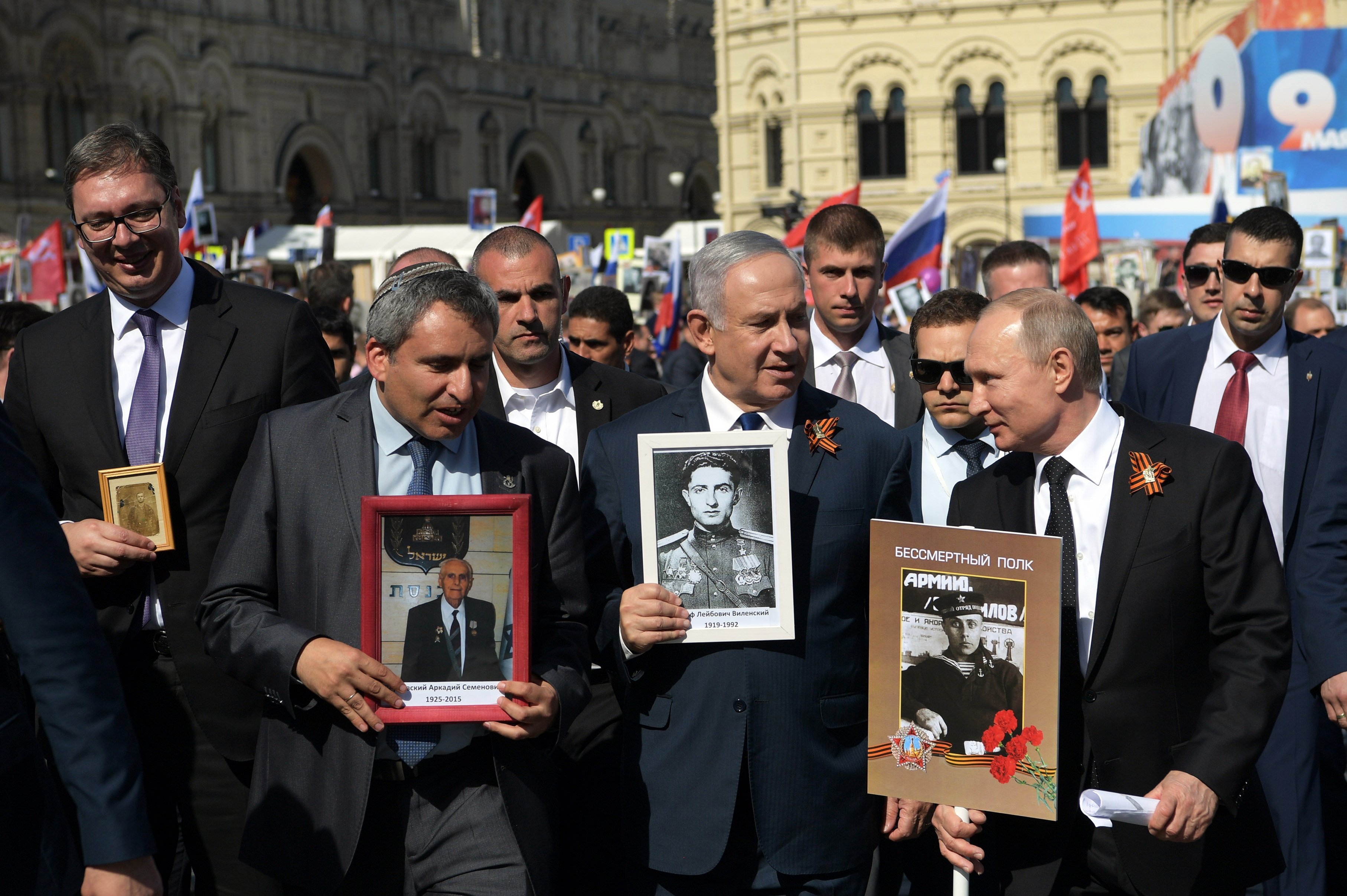
Бессмертный полк. Москва,
Красная Площадь, 9 мая 2018 года

После войны Виленскис продолжил службу в Советской Армии, окончив Военную академию имени М. В. Фрунзе. Командовал полком в Литве, затем в Эстонии, занимал пост начальника военной кафедры Вильнюсского государственного университета. В 1972 году вышел в запас, работал начальником междугородного бюро технической инвентаризации Литвы. В сентябре 1983 года, после 11 лет «отказа», репатриировался в Израиль, вследствие чего информация о нём не была включена в двухтомный справочник «Герои Советского Союза» под редакцией Шкадова, вышедший в 1987—1988 годах. В Израиле он получил звание почётного полковника Армии обороны Израиля и издал свои мемуары «Повороты судьбы». Избран членом ЦК Союза инвалидов войны Израиля.
Скончался 15 января 1992 года в Бат-Яме. Его имя выбито ныне на пилоне Зала Славы московского Центрального музея Великой Отечественной войны 1941—1945 годов на Поклонной горе.
9 мая 2018 года, во время шествия Бессмертного полка в Москве, премьер-министр Израиля Биньямин Нетаньяху пронёс его портрет.